# Бескодарний Леопольд Петрович
Леопо́льд Петро́вич Бескода́рний (також — Безкода́рний; *15 серпня 1928) — український кінорежисер і режисер дубляжу.

## Життєпис
Народився 15 серпня 1928 року у селі Шамраївка Шамраївської волості Білоцерківського повіту Київської губернії Української РСР (тепер — село Білоцерківського району Київської області України).
У 1952 році — закінчив Харківський театральний інститут. У 1959 році — режисерський факультет Всесоюзного державного інституту кінематографії. 
Із 1952 по 1954 рік — працював у Львівському драматичному театрі імені М. Горького.
Із 1959 року — режисер Київської кіностудії імені Олександра Довженка.
У 1961 році — зняв короткометражний фільм «Тінь».
У 1964 році, разом з режисером Ігорем Самборським, зняв повнометражну мелодраму «Лушка». З Вірою Майоровою-Земською та Михайлом Державіним в головних ролях. 
У 1973 році — зняв мелодраму «Не мине й року ...».
У 1979 році — військову драму «Важка вода».

## Фільмографія
Режисер:
- 1961 — «Тінь» (к/м, режисер-постановник)
- 1964 — «Лушка» (режисер-постановник у співавт.)
- 1969 — «Острів Вовчий» (2-й режисер)
- 1973 — «Не мине й року ...» (режисер-постановник)
- 1979 — «Важка вода» (режисер-постановник)

Режисер підводних зйомок:
- 1966 — «Їх знали тільки в обличчя»

Режисер дубляжу:
- 1986 — «З плином часу»